# Mode Records
Mode Records war ein US-amerikanisches Jazz-Plattenlabel, das Ende der 1950er Jahre bestand.
Das kurzlebige Plattenlabel Mode Records hatte seinen Sitz an der Westküste der USA und war auch West Coast Jazz spezialisiert. Es war durch die laviert gemalten LP-Cover von Eva Diana bekannt. Meist produziert von Red Clyde, erschienen bei Mode insgesamt um 30 LPs, alle im Jahr 1957. Der Katalog wurde später von VSOP Records übernommen, der sie auf Vinyl und CD editierte.
Auf Mode erschienen Aufnahmen der Sängerinnen Joy Bryan und Clora Bryant (Gal with a Horn ) sowie der Jazzmusiker Mel Lewis, Don Fagerquist, Frank Rosolino, Richie Kamuca, Joanne Grauer sowie des Pepper Adams Quintetts mit Stu Williamson und des Warne Marsh Quartetts (Music for Prancing, 1957).